# Манторраш
Пе́дру Мануэ́л То́рриш (порт. Pedro Manuel Torres), более известный как Манто́рраш (порт. Mantorras), родился 18 марта 1982 года в Уамбо) — ангольский футболист, большую часть игровой карьеры провёл в португальской «Бенфике». Выступал за сборную Анголы, участник чемпионата мира 2006 года.

## Карьера
Его прозвище происходит из факта, что, будучи ещё ребёнком, он получил небольшие ожоги, тогда его именовали «Man torras», от ангольского выражения «Mano Torras», что означает «Жареный брат». Его профессиональную карьеру также нарушали постоянные травмы. 18 февраля 2011 года принял решение завершить футбольную карьеру.

## Достижения
- Обладатель кубка португальской лиги: 2010
- Чемпион Португалии: 2009/10
- Талант года в Африке по версии КАФ (1): 2001